# Niels Van Heertum
Niels Van Heertum (Turnhout, 1990) is een Belgische euphoniumspeler.
Hij studeerde aan het Koninklijk Conservatorium Brussel.
Sinds 2017 leidt hij het kwartet Veder met Joachim Badenhorst , Eivind Lønning en Ruben Machtelinckx. 
Van Heertum was een van de stichtende leden van Ifa Y Xangô, een band die in 2012 het album 'Abraham' uitbracht dat door The New York City Jazz Record werd uitgeroepen tot 'debuut van het jaar'.  Verder speelt hij bij Linus + Økland/Van Heertum/Zach, Chantal Acda, Mount Meru, Mâäk, Marble Sounds. Tevens speelt hij mee in Vvolk, een band in het kader van het Book of Air-project.
Zijn solo-debuut JK's Kamer +50.92509° +03.84800° verscheen in 2017.
Sinds 2015 is hij ook actief in theater en dans middens, zo maakte hij deel uit van 'En avant, Marche!' en 'Requiem pour L.' allebei voorstellingen van Alain Platel. 
Sinds 2019 werkt hij met Adams Custom Brass als Adams Euphonium Artist

## Selectieve discografie
- Evergreen - Veder (Aspen Edities 2017)
- Mono no aware - Linus + Økland/Van Heertum/Zach (Aspen Edities 2017)
- JK's kamer +50.92509° +03.84800°  - Solo (Granvat & Smeraldina-Rima 2017)
- Abraham - Ifa y Xango (2012)
- Twice lefthanded//Shavings - Ifa y Xango(el NEGOCITO 2015)
- Felt like old folk - Linus + Økland/Van Heertum
- Arbres - Mount Meru (Challenge Records 2013)